# Bostrychia hagedash

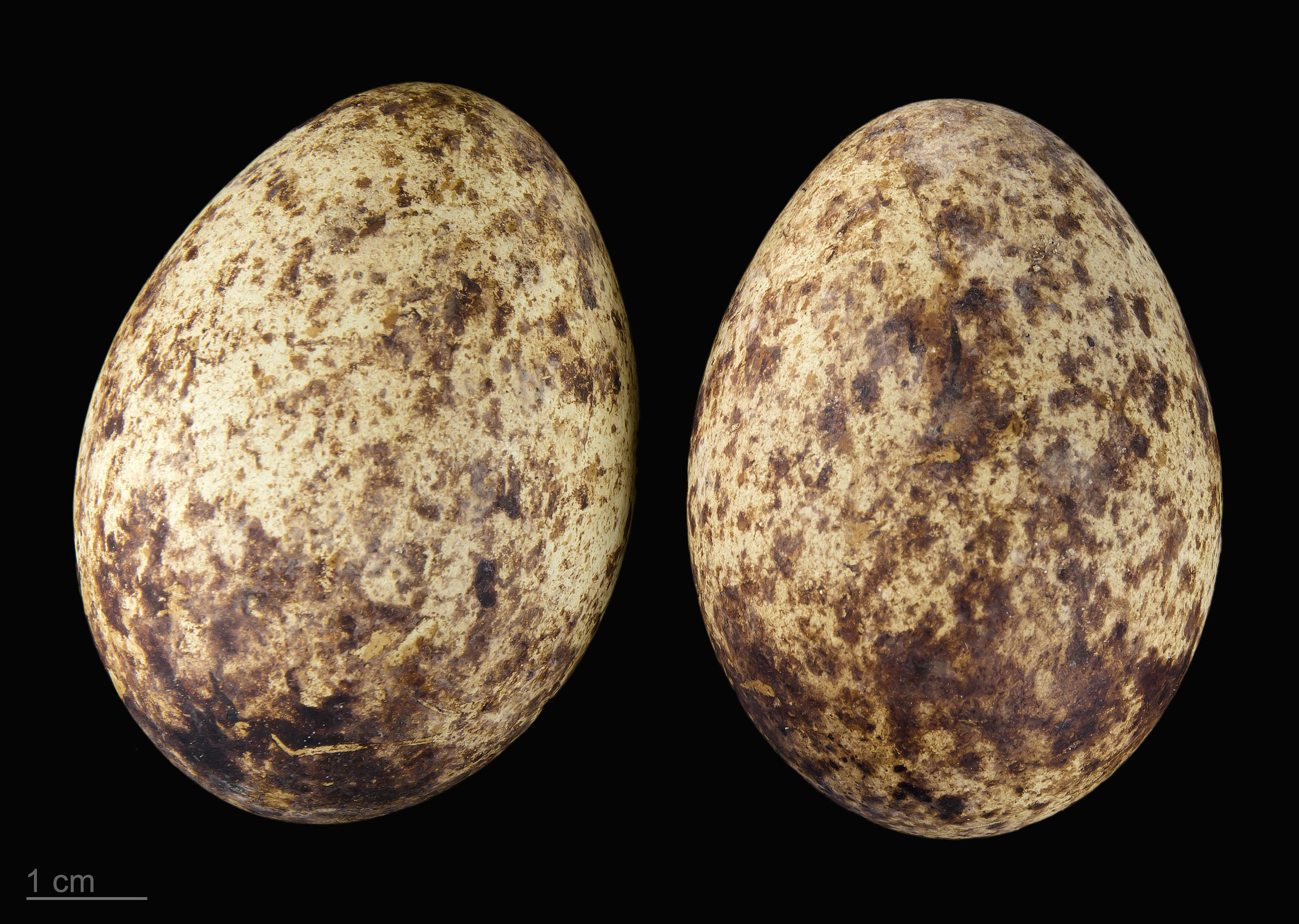
Bostrychia hagedash - MHNT

El ibis hadada (Bostrychia hagedash)
 es una especie de ave pelecaniforme de la familia Threskiornithidae nativa de África subsahariana. El nombre hadada es onomatopéyico pues esta palabra se asemeja al sonido que hace el ave.

## Subespecies
Tantalus hagedash fue el nombre científico propuesto por John Latham en 1790, quien describió un espécimen que había recogido. Más tarde se colocó en un género monotípico como Hagedashia hagedash, pero desde entonces se colocó en el género Bostrychia. Se reconocen tres subespecies:
- B. h. brevirostris (Reichenow, 1907), desde Senegal hasta Kenia, y hacia el sur hasta el valle del Río Zambeze.
- B. h. hagedash (Latham, 1790), desde la costa sur de África hasta el sur del valle del Río Zambeze.
- B. h. nilotica (Neumann, 1909), Sudán y Etiopía hasta el noreste de Zaire, Uganda y el noroeste de Tanzania.

## Descripción
Es un ave de tamaño grande mide de 65 a 76 cm de longitud y pesa alrededor de 1,2 kg. Dependiendo de la subespecie puede variar el color básico del plumaje entre gris y marrón oliva, las coberteras alares superiores son de un verde metálico brillante. Tiene una franja estrecha, blanca y aproximadamente horizontal en sus mejillas. A diferencia de muchos otros ibis no tiene cresta. El pico es largo y curvado hacia abajo, de color gris negruzco, y cuando llega la época de reproducción le aparece un calmen rojo en la mitad de la parte superior del pico. Las patas son negras pero la parte superior de los pies se torna también roja en época reproductiva. Las alas son potentes y anchas, lo que permite despegues rápidos y maniobras fáciles a través de la densa cubierta arbórea. No presenta dimorfismo sexual. 

## Hábitat y distribución
Se extiende por todo el África subsahariana excepto el cuerno de África, Namibia, Ángola y el norte de Botsuana. Es común la presencia de divagantes en las islas Canarias, donde llega a reproducirse. En áreas montañosas no excede los 1.800 m de altitud.
Esta especie habita en arroyos boscosos y cursos de ríos que discurren por matorrales y sabanas arboladas, y se siente atraída por los hábitats artificiales irrigados como cultivos, jardines y campos de juego. También habita con menos frecuencia en pantanos, praderas inundadas, bordes de lagos y embalses, manglares, playas costeras, bosques abiertos y bordes de bosques. 

## Comportamiento
Los ibis hadada se posan en grupos en los árboles. Por la mañana emprenden el vuelo entre fuertes gorjeos y regresan al atardecer para descansar en grupos de hasta 100 individuos. Suele usar el mismo sitio de descanso durante todo el año, año tras año, aunque vuele a otros lugares buscando alimento. Es predominantemente sedentario aunque puede realizar movimientos locales siguiendo a las lluvias en temporadas de sequía. Busca alimento en grandes grupos de hasta 30 individuos (a veces pueden llevar hasta 200), en ocasiones mezclándose con otras especies de aves como la Garcilla Bueyera. Otras veces, individuos solitarios son los que se mezclan con grupos de otras especies como: garza goliat, andarríos bastardo o archibebe claro.
Esta especie es carnívora y se alimenta de insectos, larvas de insectos, crustáceos, arañas, caracoles, ciempiés, lombrices y pequeños reptiles. Para alimentarse usa su largo pico sondeando el suelo blando. En la punta del pico tiene unos sensores que le ayudan a localizar insectos y lombrices en el suelo. Se alimenta en parejas o en pequeños grupos. Son muy apreciados por los humanos pues limpian de insectos los jardines de las casas, campos de golf y cultivos rebuscando entre  la hierba. 
Estos ibis son monógamos y se cree que las parejas duran todo el año. La temporada de cría comienza tras o durante la estación de las lluvias, aunque en Gambia y Tanzania se ha observado que se reproducen durante la estación seca. El nido tiene forma de canasta y está realizado con ramitas y materia vegetal. Lo colocan en las ramas principales de árboles grandes a una altura de entre 3-6 m, en arbustos o en postes de luz y, al contrario que otras especies de ibis que también tienen una naturaleza gregaria, el ibis hadada no anida en colonias. El mismo nido se usa generalmente año tras año pero no necesariamente por la misma pareja. La nidada consiste en 3 o 4 huevos que son incubados durante unos 26 días. Los padres alimentan a los jóvenes regurgitando la comida. El abandono del nido se produce a los 33 días.

## Conservación
El ibis hadada se encuentra en buen estado y es catalogado por la UICN como de preocupación menor. Esto es debido a la enorme extensión de su distribución y a que las poblaciones están experimentando un aumento.  Como se ha comentado, estas aves son beneficiosas para los humanos y a su vez, los ibis han aprendido a convivir con ellos y tolerar su cercanía. Los principales peligros a los que se enfrenta son los derivados del cambio climático pues las sequías son muy perjudiciales para estas aves ya que endurecen el suelo y les imposibilita encontrar alimento. Las actividades humanas también pueden ser perjudiciales pues a veces impactan contra el tendido eléctrico, con el tráfico o incluso con los aviones en los aeropuertos. 